# Partido de Ramallo
Partido de Ramallo är en kommun i Argentina.   Den ligger i provinsen Buenos Aires, i den centrala delen av landet, 200 km nordväst om huvudstaden Buenos Aires. Antalet invånare är 29 179.
Trakten runt Partido de Ramallo består till största delen av jordbruksmark. Runt Partido de Ramallo är det ganska glesbefolkat, med 28 invånare per kvadratkilometer.